# ブラッディ・ナイフ
ブラッディ・ナイフ（英語：Bloody Knife、スー語：Tȟamila Wewe、アリカラ語：NeesiRAhpát、1840年? - 1876年6月25日）は、インディアンの戦士。第7騎兵連隊に斥候隊として所属し、著名なジョージ・アームストロング・カスター中佐のお気に入りで、「アメリカ軍に仕えた最も有名なインディアン」の一人とされる。

## 経歴

### 幼年期
正確な生年月日は不明であるが、1837年から1840年の間に、ブラッディ・ナイフはダコタ準州で生まれた。ブラッディ・ナイフの父はハンクパパ氏に属するスーであり、母はアリカラの出であった。ブラッディ・ナイフは最初、スーの集落で暮らしていたが、スーとアリカラは互いに敵対していたため、アリカラの母を持つブラッディ・ナイフは、スーの中で差別を受けた。そうした生い立ちから、彼を差別した戦士シッティング・ブルの義兄弟にして同年代のゴール（インディアン名：ピジ）を特に憎むようになった。ブラッディ・ナイフは15歳前後で、母親が夫を後にしてスーの集落を離れ、アリカラの集落に戻る際に同行して移住した。移住後、ブラッディ・ナイフはアメリカ毛皮公社のフォート・クラーク交易所で働いた。
スーとアリカラの対立は日常茶飯事であり、ときに流血を伴った。ブラッディ・ナイフは、ある日、父の元を訪問したが、そこでは客人としての扱いを受けず、ゴールや彼の取り巻きから襲撃を受け、銃で殴りつけられ、嘲笑された。さらに、1862年には、ゴールが率いたスーの襲撃によって、ブラッディ・ナイフの兄弟たちは殺された。その死体は狼の餌にするために、地面に撒かれた。

### 斥候隊として

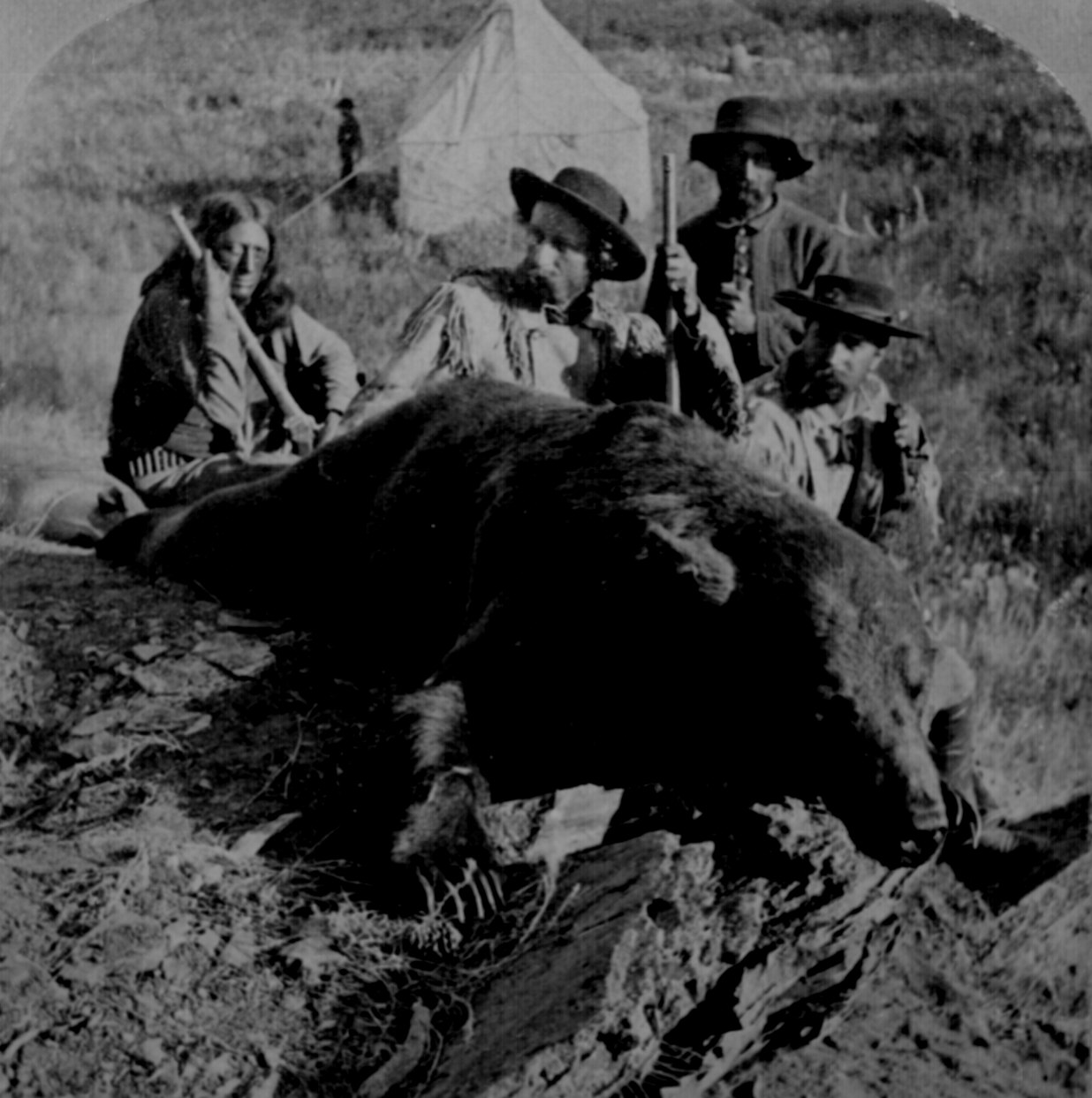
灰色熊を仕留めたカスター。左はカスターの片腕、アリカラのブラッディ・ナイフ。ブラッディ･ナイフは、斥候隊員としてカスターの信頼が厚かった。

1865年、ブラッディ・ナイフはアメリカ軍に雇われた。ブラッディ・ナイフの上官は、アルフレッド・サリーであった。ブラッディ・ナイフは伝令兵として働いた。1865年の末、ブラッディ・ナイフは宿敵であるゴールが、白人を殺したという話を聞いた。アメリカ軍は、ゴールを捕縛するか、あるいは殺害するために部隊を派遣するところであった。ブラッディ・ナイフは、この派遣に参加し、ゴールが住まいとしていた集落へと部隊を案内した。ゴールはこのとき、追い詰められはしたものの、逃げ延びた。伝説的な話ではあるが、ゴールは兵士によって銃剣で二度刺されたが、これで死んだと誤解したアメリカ軍が去った後、息を吹き返したという話が残っている。この伝説では、ブラッディ・ナイフはゴールに銃を撃ち込もうとしたが、すでに死んでいると誤解したアメリカ軍兵士に止められたという。ブラッディ・ナイフは執拗に「ゴールは死んでいない」と抗議したが、聞き入れられたなかった。ただし、ゴールがシッティング・ブルと仲違いして、彼を殺そうとしたときに、同じような流れの話が出てくるため、この話は作り話の可能性も高い。
1866年、アンドリュー・ジョンソン大統領は、インディアン斥候隊を正式に軍に組み込むという案を承認した。ブラッディ・ナイフはこのとき、正式に斥候隊に入隊した。伍長待遇であった。しかし、ブラッディ・ナイフはアルコール依存症の問題を抱えており、仕事ぶりに問題があったという記録が残っている。それでも、1872年には下士官（英：Lance corporal、軍曹あるいは准尉に近い階級）に昇進した。
1873年、ブラッディ・ナイフは、フォートライスという地で、ジョージ・アームストロング・カスターと出会う。二人は意気投合し、カスターはブラッディ・ナイフの斥候としての能力を称賛した。ブラッディ・ナイフは横柄な性格であったが、カスターはその横柄な態度を、率直であると気に入った。しかし、カスターは気性が荒く不安定なところがあり、1874年にはブラッディ・ナイフを銃で撃った事がある。しかし、カスターは時折、ブラッディ・ナイフの名前が刻まれたメダルなどをワシントンに注文し、彼に贈るほど、ブラッディ・ナイフを気に入っていた。ブラッディ・ナイフもその期待に応え、スーの集落を発見しては、カスターに報告し、戦いを有利に導いた。
1874年、カスターはブラックヒルズの遠征を遂行した。この遠征には1000人以上の歩兵、騎兵に加え、地質学者や鉱夫、記者などが加わっていた。さらに、ブラッディ・ナイフも含む65人のアリカラの斥候隊も含まれていた。なお、この遠征の前には、ゴールが率いたスーの戦士団が、アリカラの集落を襲撃しており、ブラッディ・ナイフの息子を含む住民を殺している。ブラッディ・ナイフたちアリカラの男は、復讐に燃えていた。この土地は、オグララ・スーの集落が多い地であった。しかし、カスターにとってインディアン同士の争いなどは瑣末事であった。この遠征では、ブラッディ・ナイフたちがスーの集落を見つけたときに攻撃しようと行動を起こしたが、カスターは、この調査ではインディアンを殺すことより、金鉱を探る方が重要であると考えていた。このため、カスターはブラッディ・ナイフに、スーから攻撃を受けない限り、こちらからを攻撃しないよう命じた。
1874年8月7日、カスターたちは野営ができる場所を探していると、一頭の巨大なハイイログマに遭遇した。狩猟が趣味であったカスターは、ハイイログマを撃つことを生涯の夢としており、このとき、その夢を実現した。ブラッディ・ナイフや、ウィリアム・ラドローも、その狩りを手伝った。いくつかの記録によれば、そのクマに止めを刺したのは、カスターではなくブラッディ・ナイフであったという。
他のアリカラの斥候が月給13ドルを受け取っていたのに対し、ブラッディ・ナイフは月に75ドルを受け取っていた。さらに、遠征の成果を受けて、ボーナスとして150ドルを受け取った。

### リトルビッグホーンの戦い

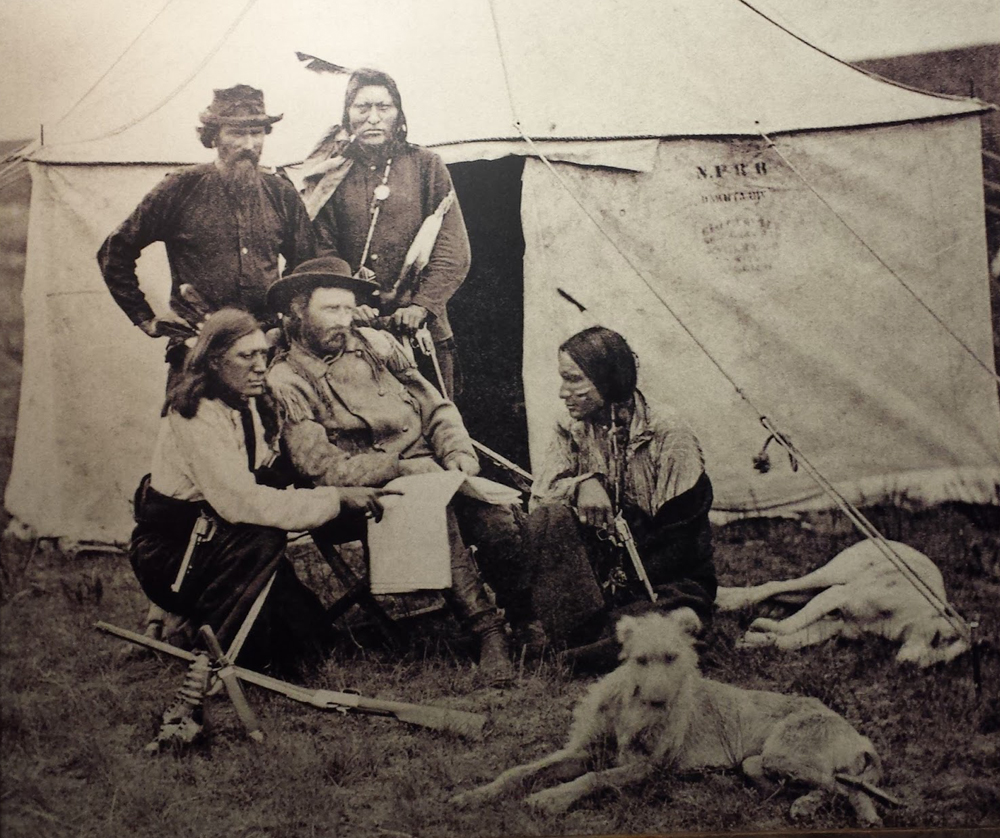
中央に座っているのがカスター、その左隣にいるのがブラッディ・ナイフ

1876年、リトルビッグホーンの戦いが起こった。戦いの前、敵陣を偵察していたブラッディ・ナイフは、スー、シャイアン、アラパホの連合軍が野営地を発見したが、そこに建てられたティピーの数は膨大であった。ブラッディ・ナイフは偵察から戻ったとき「自軍に比べて、敵の数があまりに多すぎる」とカスターに警告した。ブラッディ・ナイフ以外の斥候も、同様の報告をした。副官マーカス・リノら白人たちも、懸念を示した。しかし、カスターはこの忠告に耳を貸さず、撤収する事なく戦いに突き進んだ。ある伝説では、ブラッディ・ナイフは戦いに望む前、太陽を仰ぎ見て「私は、今日、日が丘の向こうに落ちるのを見ることはできないだろう」と呟いたという。ブラッディ・ナイフは、マーカス・リノの部隊に配属された。リノは、ブラッディ・ナイフたちアリカラと、アリカラと同じくスーと敵対していたクロウの斥候隊に、攻撃を命じた。しかし、ブラッディ・ナイフたちが懸念していた通り、数の差は圧倒的であり、リノの部隊は押されだした。この戦いが始まってそれほどの時間もたたないうちに、ブラッディ・ナイフは頭部を撃たれた。即死であった。
ブラッディ・ナイフの真隣にいたリノは、ブラッディ・ナイフから吹き出した血をまともに浴びたという。混乱したリノは退却を命じた。退却は成功したが、混乱状態で発せられた命令は、部隊の混乱をも引き起こし、多くの兵が犠牲となった。カスターの部隊は、より酷い被害であり、カスター自身も戦死するなど、アメリカ軍は大きな敗北を喫した。
デビッド・ハンフリーズ・ミラーの手記によれば、戦いの生還者や目撃者、ブラッディ・ナイフの遺族は「ゴールがブラッディ・ナイフを殺した」と主張したという。ただし、この戦にゴールが参加していたことは事実だが、彼の手記以外に、ゴール自らがブラッディ・ナイフを殺したという記録は出てこない。その後、ジョン・ギボンの部隊が到着し、リノの部隊は九死に一生を得た。ギボンの部隊は、空となったスーの住まいの中で、ブラッディ・ナイフの頭皮を発見した。これらの遺物は1876年6月27日に戦場に埋葬された。その後、彼はノースダコタ州ホワイトシールド近くの斥候隊の墓地に、新たに埋葬された。

## 遺産
ブラッディ・ナイフは、1866年、Owl（フクロウ）という名を持つ同じアリカラの女性と結婚した。少なくとも、3人の息子と、2人の娘が知られている。娘の一人は1870年12月28日に病死し、息子の一人は前述通り、1874年にゴールたちスーの襲撃を受けて殺されている。1879年4月14日、Owlは未払いの賃金を受け取るように主張し、1881年、アメリカ政府からブラッディ・ナイフの最後の賃金91.66ドルを受け取ったという記録が残っている。
宿敵のスーと戦ったブラッディ・ナイフは、アリカラの間で有名となり、アリカラには彼を称える歌が作られた。また、ブラッディ・ナイフは有名なインディアン斥候隊の一人となり、テレビドラマや映画などで描かれることもある。